# Pseudomyrmex pupa
Pseudomyrmex pupa es una especie de hormiga del género Pseudomyrmex, subfamilia Pseudomyrmecinae. Esta especie fue descrita científicamente por Forel en 1911.

## Distribución
Se encuentra en Bolivia, Brasil, Ecuador y México.